# اعتمادية وهمية
اعتمادية وهمية هي اعتمادية تقدم من جهة تدّعي منح الاعتماد التعليمي لمؤسسات التعليم العالي دون الحاجة إلى سلطة حكومية أو اعتراف من الأوساط الأكاديمية السائدة للعمل كجهة اعتماد. ويفترض المصطلح ضمنيًا أن هذه الجهة لديها معايير منخفضة (أو معدومة) لمثل هذا الاعتماد. وتشبه جهات الاعتماد إلى حد كبير جهات إصدار الشهادات، وفي كثير من الحالات ترتبط ارتباطًا وثيقًا بها. ولا يحمل "الاعتماد" الذي تقدمه أي قيمة قانونية أو أكاديمية، ولكنه يُستخدم في تسويق جهات إصدار الشهادات لجذب الطلاب.